# Maya Surduts
Maya Surduts, née le 17 mars 1937 à Riga en Lettonie et morte le 13 avril 2016 à Paris, est une militante féministe française.

## Biographie

### Origines
Merija Surduts est née dans une famille juive communiste athée à Riga le 17 mars 1937. Sa mère est psychologue et son père est physicien, tous deux ayant étudié en Allemagne. Le parti communiste étant interdit à cette époque, le père de Merija Surduts, a été surveillé et poursuivi pendant des années. Son père est finalement arrêté (sans doute en 1935), mais grâce à des pressions directes sur le procureur, il est finalement libéré. En 1936, profitant de l'arrivée du Front populaire en France, celui-ci émigre, puis est rejoint par sa famille en 1938.
Pendant l’occupation allemande, elle s’installe à Nice, resté jusqu’en novembre 1942 en zone libre. Lorsque cette partie du territoire français est à son tour occupée, la famille est dénoncée à la Gestapo, mais parvient à s'enfuir et à s'installer à Valdeblore en Italie. Pour plus de sécurité, elle est finalement placée en famille d’accueil entre 1945 et 1946.
En 1948, elle part avec sa mère rejoindre son grand-père, qui, comme de très nombreux juifs baltes, s'est installé en Afrique du Sud. Sa mère y milite contre les discriminations raciales,.
À son retour en France en 1950, elle étudie le russe à l'Institut national des langues et civilisations orientales, après avoir obtenu le bac.
Elle côtoie[Où ?] Marceline Loridan, Régis Debray et Edgar Morin. Elle commence à militer contre la guerre d'Algérie, ce qui lui vaut un interrogatoire[Où ?]. Son soutien au FLN l'oblige à continuer ses études à l'étranger, en l'occurrence à Genève de 1960 à 1962.

### Combats militants
En 1962, elle voyage aux États-Unis, où elle rejoint le Student Nonviolent Coordinating Committee en participant à ses activités de Greenwood (Mississippi), et participe aussi à la Marche sur Washington pour l'emploi et la liberté de 1963, marquée par le discours I have a dream de Martin Luther King. Elle parvient ensuite à s'installer Cuba, qu'elle rejoint via Mexico, et à y obtenir un visa. Elle reste sur l'île pendant 8 ans, durant lesquels elle enseigne le français au Ministère du commerce extérieur et travaille comme traductrice au Ministère des relations extérieures, mais critique envers le régime de Fidel Castro, elle en est expulsée fin 1971 et retourne en France.
Maya Surduts est d’abord membre d'organisations d'extrême gauche telles que le groupe Révolution ! puis de la Ligue communiste révolutionnaire (LCR). Elle intervient dans le Mouvement pour la liberté de l'avortement et de la contraception (MLAC) dès 1973, qui milite pour légaliser l’avortement. Elle y est convaincue de la nécessité et de l'importance de la lutte pour la cause des femmes.
En 1988, elle appartient à l'équipe de soutien à la candidature de Pierre Juquin aux élections présidentielles. Elle est élue à la direction de la LCR.
En octobre 1990, elle crée la Coordination des associations pour le droit à l'avortement et à la contraception (CADAC) en réaction aux commandos anti-avortement dans les hôpitaux dont elle devient la présidente, tout en étant l'une des porte-parole du Collectif national pour les droits des femmes (CNDF) où se côtoient de nombreuses organisations, syndicats, associations, partis politiques. Du fait de ce travail de fédération et à la pression exercée sur le pouvoir, elle réussit à faire inscrire dans la loi le délit d’entrave à l’interruption volontaire de grossesse, en 1993. Elle rejoint également Ras l'front, créé dans ces années 1990, contre le Front national. Avec le CNDF, Maya Surduts mène la lutte contre les violences faites aux femmes qui permet d'obtenir l'adoption d'une loi en juillet 2010.
Atteinte d'un cancer, elle meurt le 13 avril 2016.

## Publications
- Valérie Haudiquet et Maya Surduts, Le Droit des femmes à disposer de leur corps, Paris, Éditions Syllepse, coll. « Arguments et mouvements », 2015, 144 p. (ISBN 978-2849504703)
- Margaret Maruani, Tenir au travail. Entretien avec Maya Surduts, Paris, La Découverte, coll. « Travail, genre et sociétés », 2015, 248 p. (ISBN 978-2707175731)
- Margaret Maruani, Rachel Silvera, Maya Surduts, un féminisme de luttes, Paris, La Découverte, coll. « Travail, genre et sociétés » n° 29, 2013, p. 5-22

## Hommage
- 2017 : Allée Maya-Surduts, comprise dans le boulevard de Charonne (11e et 20e arrondissements de Paris)[11].

### Filmographie
- Parcours de militants, entretiens réalisés par Gilles Manceron et filmés par Jean-Claude Mouton, BDIC, Nanterre, 2004, 51 min (VHS) Projeté dans le cadre de l'exposition « Droits de l'homme, combats du siècle » présentée au Musée d'Histoire contemporaine-Bibliothèque de documentation internationale contemporaine, Paris, du 30 avril au 18 décembre 2004.
- Témoigner pour le féminisme. Témoin : Maya Surduts, film réalisé par Carole Roussopoulos, Archives du féminisme, Angers, 2009?, 52 min (DVD) Rushes montés du film Debout ! une histoire du mouvement de libération des femmes (1970-1980) de Carole Roussopoulos, 1999.